# Bóreas

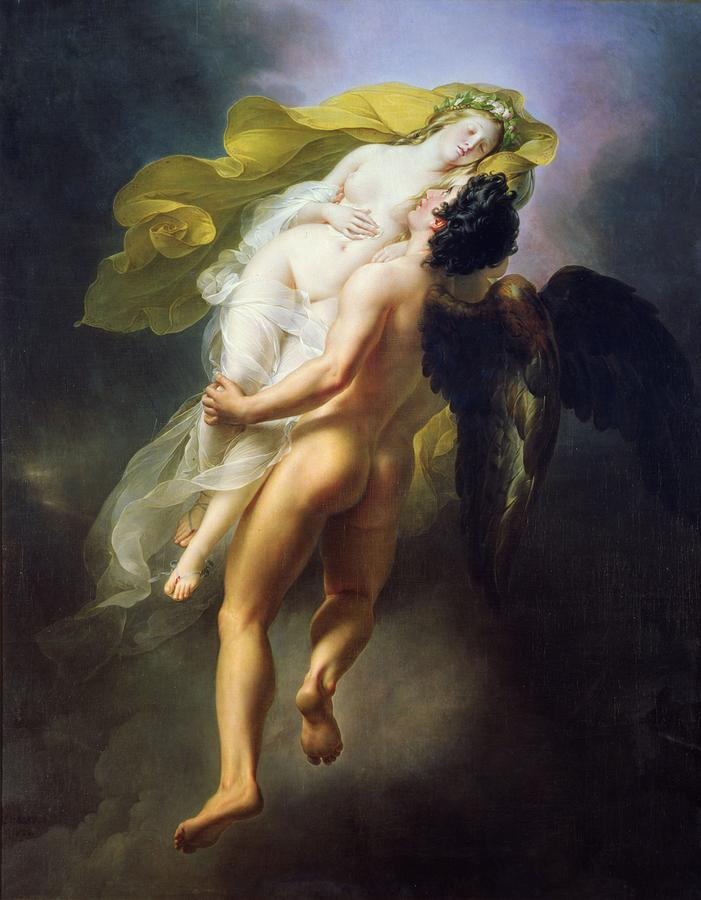
Bóreas y Oritía.

Bóreas (en griego Βορέας, latín: Borĕas o Aquĭlo; ‘viento del norte’ o ‘devorador’) era el dios del frío viento del norte que traía el invierno. Bóreas era muy fuerte y tenía un violento carácter. A menudo era representado como un anciano alado con barbas y cabellos desgreñados, llevando una caracola y vistiendo una túnica de nubes. Su equivalente romano es el dios Aquilón. Pausanias escribió que Bóreas tenía serpientes en lugar de pies, aunque en el arte se le solía representar con pies humanos calzados con coturnos.  
En la Teogonía se dice que «con Astreo, Eos parió a los impetuosos Vientos, el despejador Céfiro, el Bóreas de rápida marcha y el Noto, acostada amorosamente la diosa con el dios. Después de ellos, la Hija de la mañana dio a luz a Eósforo, a los brillantes astros y a todo cuanto corona el cielo». A Bóreas se le hace padre, de manera natural, y sin especificar la consorte, de las auras, o ninfas de las brisas.

## Mitología
Bóreas estaba estrechamente relacionado con los caballos. Se decía que había engendrado doce potros, tras adoptar la forma de un semental negro, con las tres mil yeguas de Erictonio, rey de los dárdanos. Se decía de estos corceles que eran tan veloces como su padre el viento, siendo capaces de correr por un campo de trigo sin pisotear las espigas.  En otra versión se dice que con una harpía sitonia Bóreas había engendrado a los dos caballos de Erecteo, llamados Janto (‘rubio’) y Podarces (‘patasveloces’).  Otros más dicen que, unido a una Erinis de horrenda mirada Bóreas engendró a los cuatro caballos de Ares: Etón (‘ardiente’), Flogio (‘llameante’), Cónabo (‘estruendo’) y Fobo (‘terror’). Plinio pensaba que las yeguas podían ponerse con sus cuartos traseros hacia el viento del norte y engendrar potros sin un semental.
Los griegos creían que su hogar estaba en Tracia, y tanto Heródoto como Plinio describen una tierra al norte llamada Hiperbórea (‘más allá de Bóreas’) en la que la gente vivía en completa felicidad hasta edades extraordinariamente longevas.
También se decía que Bóreas había secuestrado a Oritía, una princesa ateniense, en las orillas del río Iliso. Bóreas se había encaprichado de Oritía e inicialmente había suplicado sus favores, con la esperanza de persuadirla. Cuando esto falló, volvió a su temperamento normal y la raptó cuando bailaba en la ribera del Iliso. Bóreas la recogió en una nube de viento y la llevó a Tracia, teniendo con ella dos hijos, los Boréadas Zetes y Calais, y dos hijas, Quíone y Cleopatra. De esta unión también nació, según fuentes tardías, Hemo, quien fue transformado en montaña.
Desde entonces, los atenienses veían a Bóreas como un pariente político. Cuando Atenas fue amenazada por Jerjes, la gente rezó a Bóreas, de quien se dice que propició vientos que hundieron 400 barcos persas. Un suceso similar había ocurrido doce años antes, y Heródoto escribe:

Ahora no puedo decir si fue esto por lo que realmente los persas fueron sorprendidos anclados por la tormenta, pero los atenienses están bastante seguros de que, al igual que Bóreas les había ayudado antes, igualmente era responsable de lo que ocurrió también en esta ocasión. Y cuando volvieron a casa construyeron al dios un altar junto al río Iliso.

El rapto de Oritía fue popular en Atenas antes y después de las guerras médicas y era representado con frecuencia en vasijas pintadas. En estas, Bóreas era retratado como un hombre con barba vistiendo túnica, con cabellos hirsutos que a veces aparece congelado y puntiagudo. El rapto también era dramatizado en la obra perdida de Esquilo Oritía.
En relatos posteriores, Bóreas era el padre de Butes y Licurgo (de amantes diferentes) y el amante de la ninfa Pitis. Durante el viaje del Argo, los argonautas Zetes y Calais describen a Apolo como «amado de nuestro padre», lo que tal vez implica una conexión romántica entre ambos dioses. En algunas versiones es Bóreas, y no Céfiro, el amante del joven Jacinto. Bóreas aparece en un relato más antiguo sobre la creación del árbol del ciprés; el mito cuenta que, para honrar a su hija muerta, Ciparisia, Boreas plantó un nuevo árbol que llevaba su nombre, el ciprés.
El equivalente en la mitología romana de Bóreas era Aquilo o Aquilón. Un nombre alternativo y más raro usado para el viento del norte era Septentrio, palabra derivada de septem triones, ‘siete bueyes’, aludiendo a la constelación Osa Mayor. Septentrio es también el origen de la  palabra septentrional, un sinónimo de boreal significando ‘del norte’.

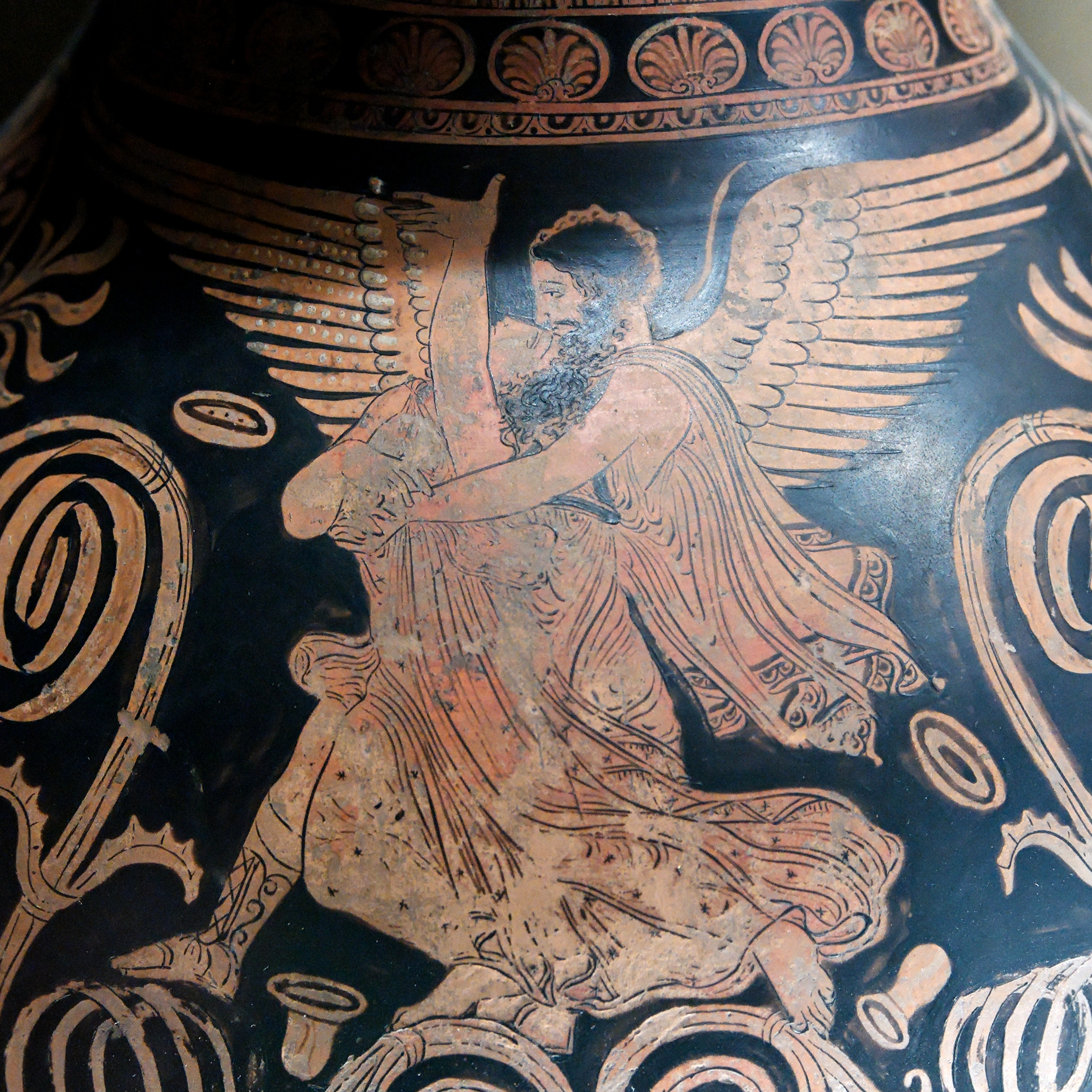
Rapto de Oritía por Bóreas. Detalle de un oinocoe de figuras rojas apulio, c. 360 a. C.

## Consortes, amoríos y descendencia
- Con Oritía: Calais, Zetes, Cleopatra y Quíone; otros dicen que a Hemo.
- Con Quíone: Hírpax[19]  y los tres gigantes hiperbóreos.[20]
- Con una harpía sitonia: los dos caballos de Erecteo.[4]
- Con las tres mil yeguas de Erictonio: doce caballos.[3]
- Con una de las Erinis: los cuatro caballos de Ares.[5]
- Con consortes desconocidas: Ciparisia;[16] Butes;[10] Licurgo;[10] las tres heroínas de los Arimaspos (Upis, Loxo y Hecaerge) y varios hijos innominados;[21] también las Auras.[2]
- Otros amoríos: Pitis,[11] Jacinto[15] y Apolo.[12]

## Representaciones artísticas

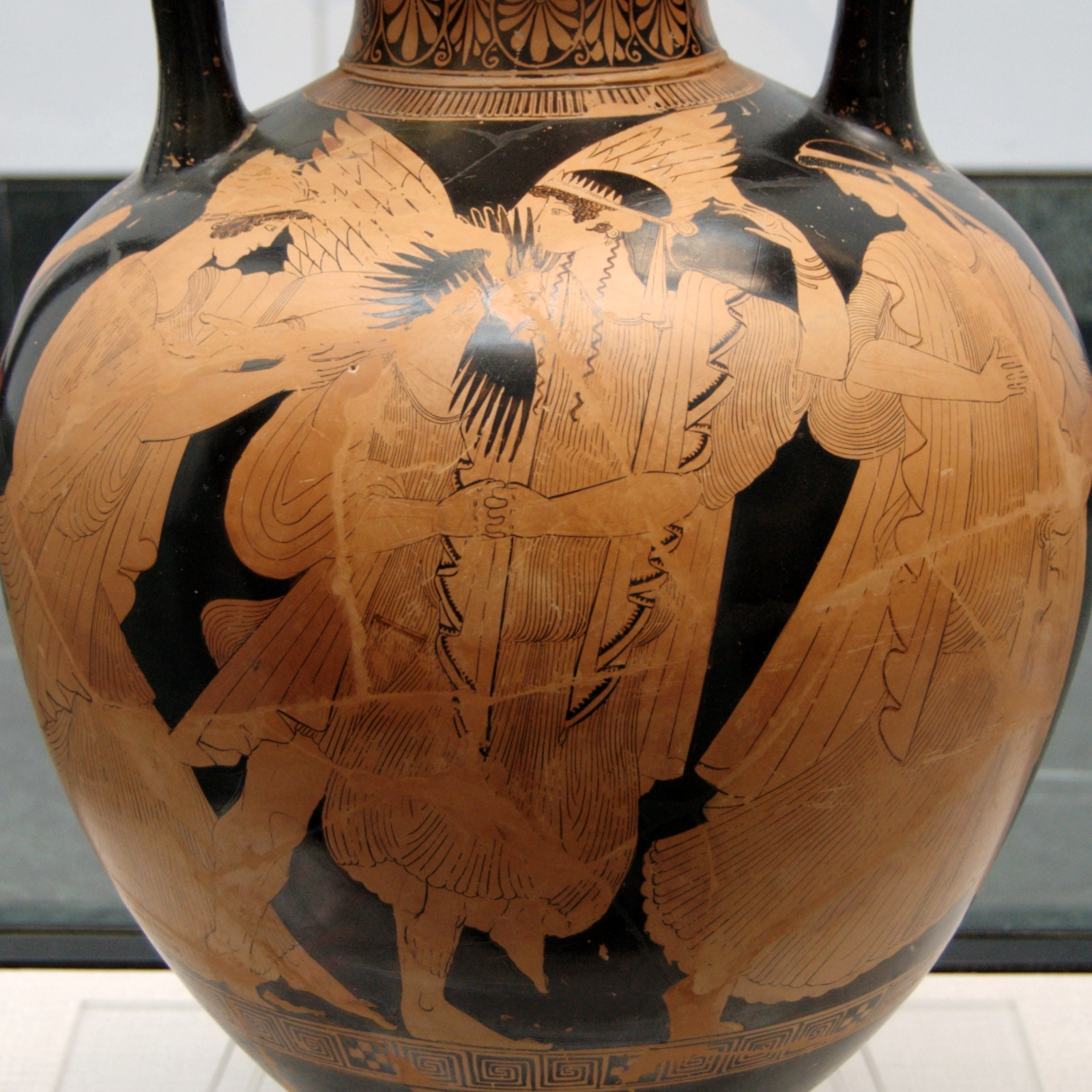
Oréades: Según la mitología griega, Boreas raptó a las Oréades, ninfas de la montaña, quienes eran conocidas por su belleza y conexión con la naturaleza. Boreas se enamoró de una de las Oréades llamada Orítea, y la raptó llevándola consigo. Esta historia ilustra el poder de Boreas como un dios del viento capaz de ejercer su voluntad sobre las criaturas mortales.Oréades: Según la mitología griega, Boreas raptó a las Oréades, ninfas de la montaña, quienes eran conocidas por su belleza y conexión con la naturaleza. Boreas se enamoró de una de las Oréades llamada Orítea, y la raptó llevándola consigo. Esta historia ilustra el poder de Boreas como un dios del viento capaz de ejercer su voluntad sobre las criaturas mortales.

Bóreas inspiró a Jean-Philippe Rameau su última ópera, Les Boréades (1755). Alphise, reina de Bactria, está enamorada de Abaris, cuyos orígenes se desconocen. De acuerdo con las tradiciones de su país, Alphise debe casarse con un miembro de la familia de Bóreas, el dios del Viento del Norte. Decidido a casarse con Abaris, Alphise abdica, enfadando a Bóreas quien irrumpe en la boda y rapta a Alphise llevándosela a su reino. Con la ayuda de Apolo y la musa Polimnia, Abaris emprende su rescate. Desafía a Bóreas y sus hijos con una flecha dorada mágica. Apolo desciende como un deus ex machina y revela que Abaris es realmente su hijo, que tuvo con una ninfa descendiente de la familia de Bóreas. Por lo tanto, no hay ningún obstáculo para que Abaris y Alphise se casen.